# Henrik Kalocsai
Henrik Kalocsai (Hungría, 28 de noviembre de 1940-22 de mayo de 2012) fue un atleta húngaro especializado en la prueba de triple salto, en la que consiguió ser medallista de bronce europeo en 1966.

## Carrera deportiva
En el Campeonato Europeo de Atletismo de 1966 ganó la medalla de bronce en el triple salto, con un salto por encima de 16.59 metros, siendo superado por el búlgaro Georgi Stoykovski (oro con 16.67 metros que fue récord de los campeonatos) y por el alemán Hans-Jürgen Rückborn (plata con 16.66 m).